# Czarna Kopa (Karkonosze)
Czarna Kopa (czes. Svorová hora, niem. Schwarze Koppe, ok. 1408 m n.p.m.) – szczyt w głównej grani Karkonoszy.  Poniżej szczytu znajduje się punkt pomiarowy 1407,2, co powoduje, że większość map i przewodników podaje wysokość 1407 (zob. np.).
Znajduje się w Czarnym Grzbiecie odchodzącym na wschód od szczytu Śnieżki. Zbudowana jest ze skał metamorficznych wchodzących w skład wschodniej osłony granitu karkonoskiego, głównie łupków łyszczykowych. Na grzbiecie Czarnej Góry zachowały się, powstałe w plejstocenie, w warunkach klimatu peryglacjalnego, gleby poligonalne. Pod szczytem znajdowano okazy granatów.
Czarna Kopa położona jest na granicy polsko-czeskiej, na wschodzie sąsiaduje ze Średnią Kopą.

## Nazwa
Czeska nazwa Svorová hora pochodzi od skał z których jest zbudowana: svor znaczy łupek.

## Ochrona przyrody
Czarna Kopa położona jest na obszarze Karkonoskiego Parku Narodowego oraz czeskiego Karkonoskiego Parku Narodowego (czes. Krkonošský národní park, KRNAP).

## Szlaki turystyczne
Przez Czarną Kopę przechodzi szlak turystyczny:
- – niebieski szlak z rozdroża pod Śnieżką Czarnym Grzbietem na Czarną i Średnią Kopę i dalej na Sowią Przełęcz.